# Château de la Cassine
Le château de la Cassine est un édifice aujourd'hui en ruine situé au village de La Cassine, dans la commune de Vendresse (Ardennes).

## Historique
Le château de la Cassine a été construit en 1571 par Louis IV de Nevers.
Il a été racheté par le maître de forges Jean-Nicolas Gendarme en 1820 et reconstruit au XIXe siècle par la famille Camion, ses héritiers, qui le transmit par alliance aux Cunin-Gridaine.
Ravagé par un incendie en 1927, il n'a pas été restauré.
C'est le théâtre d'un spectacle son et lumière.

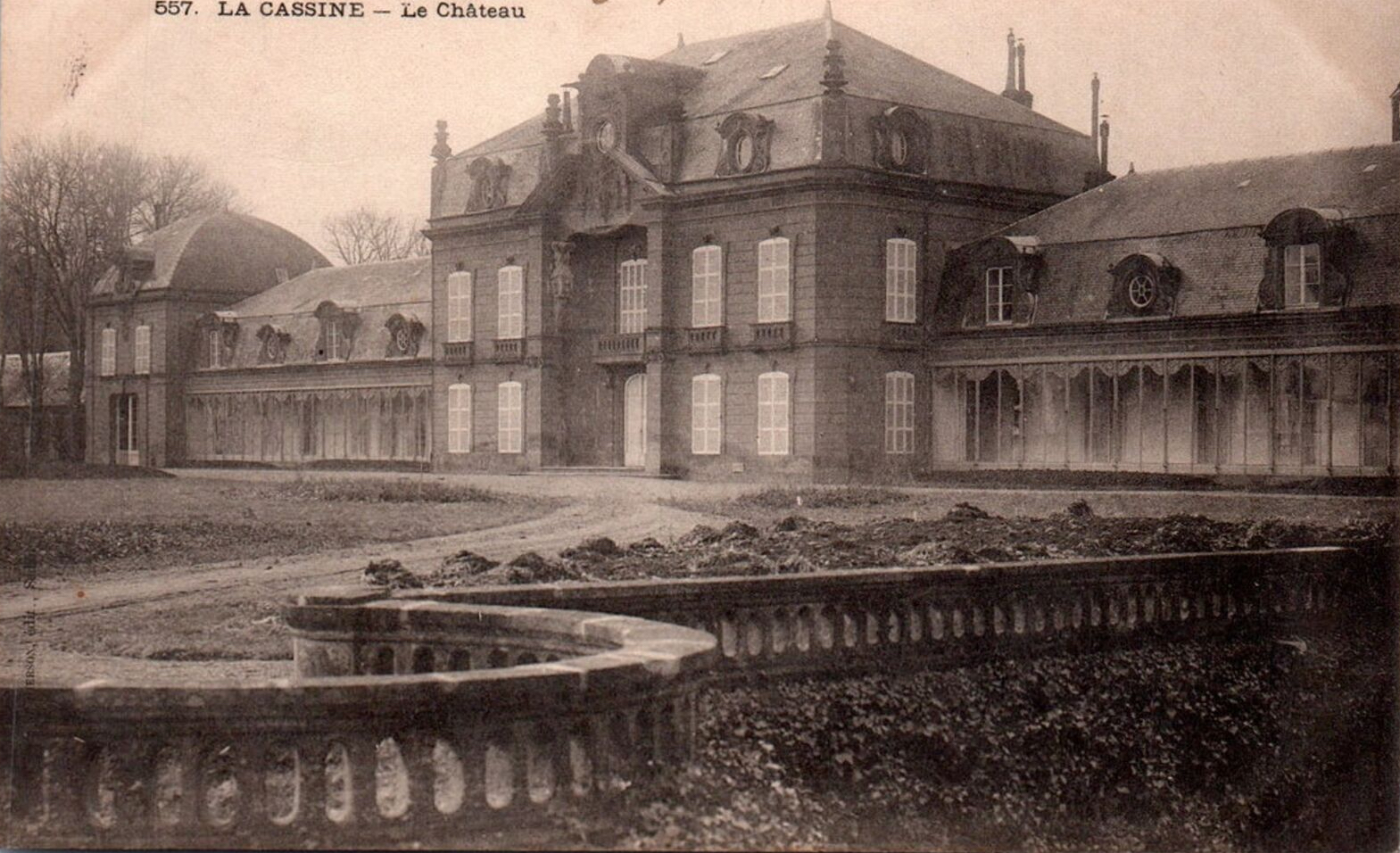
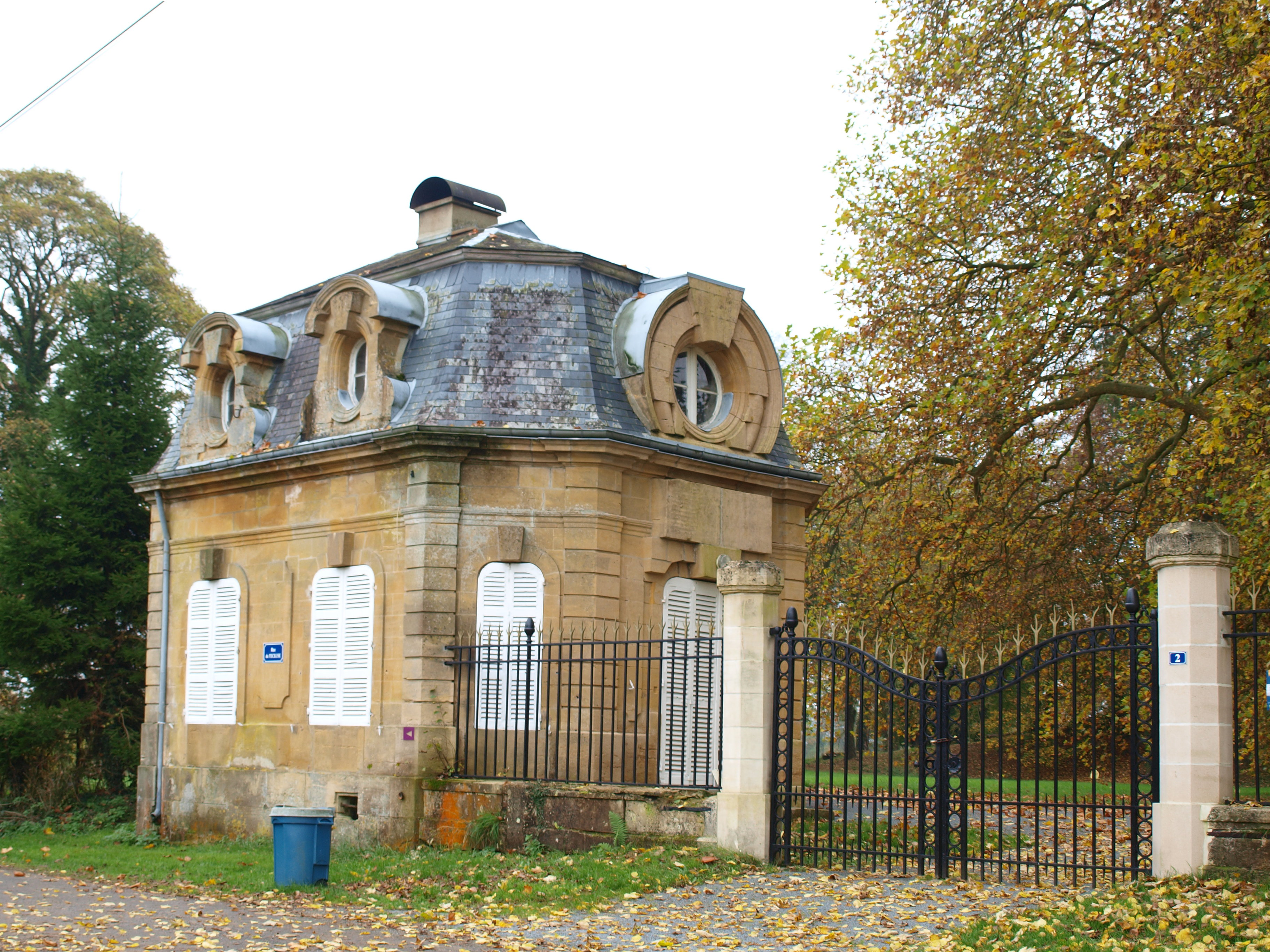
Pavillon du château de la Cassine.
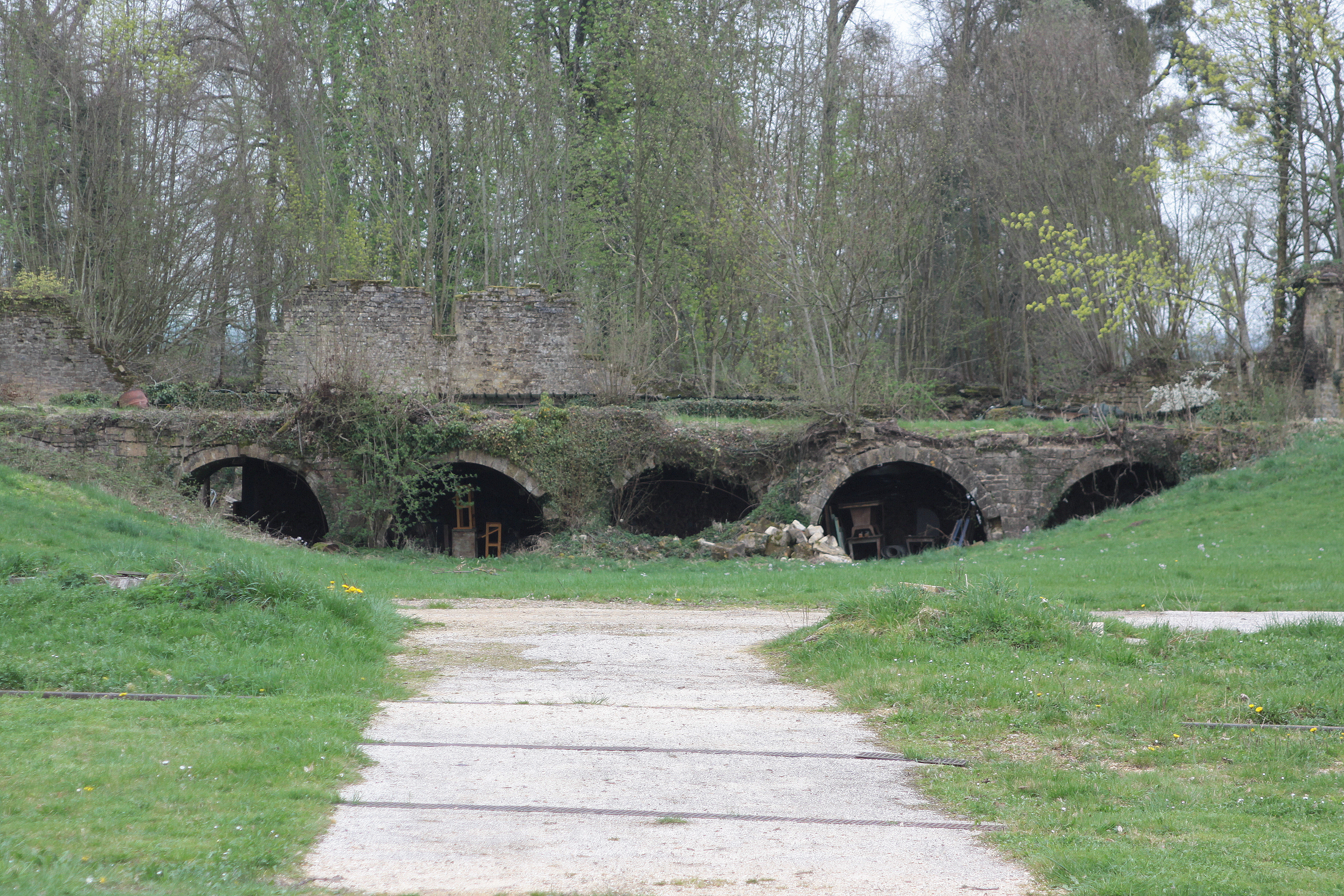
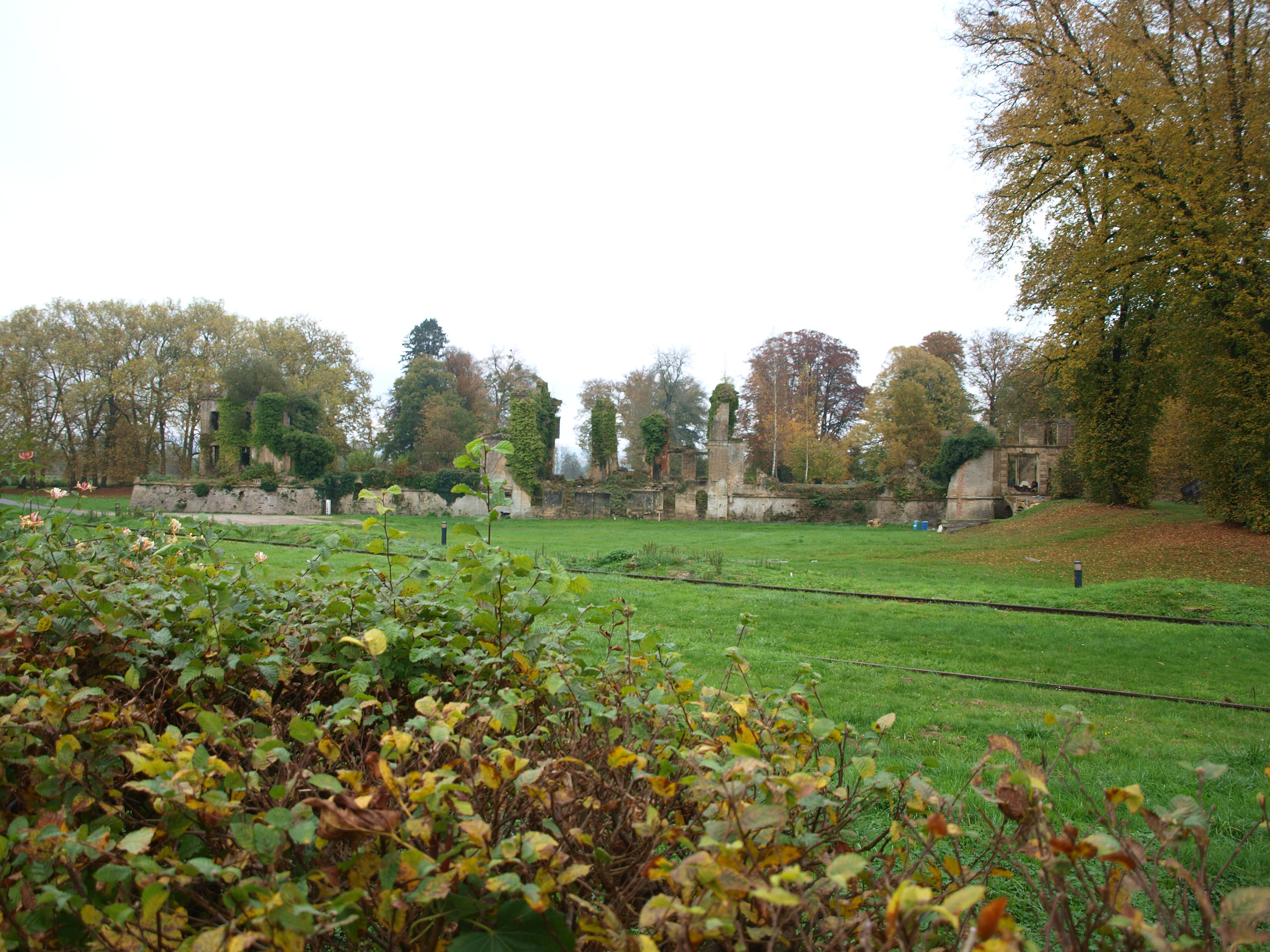
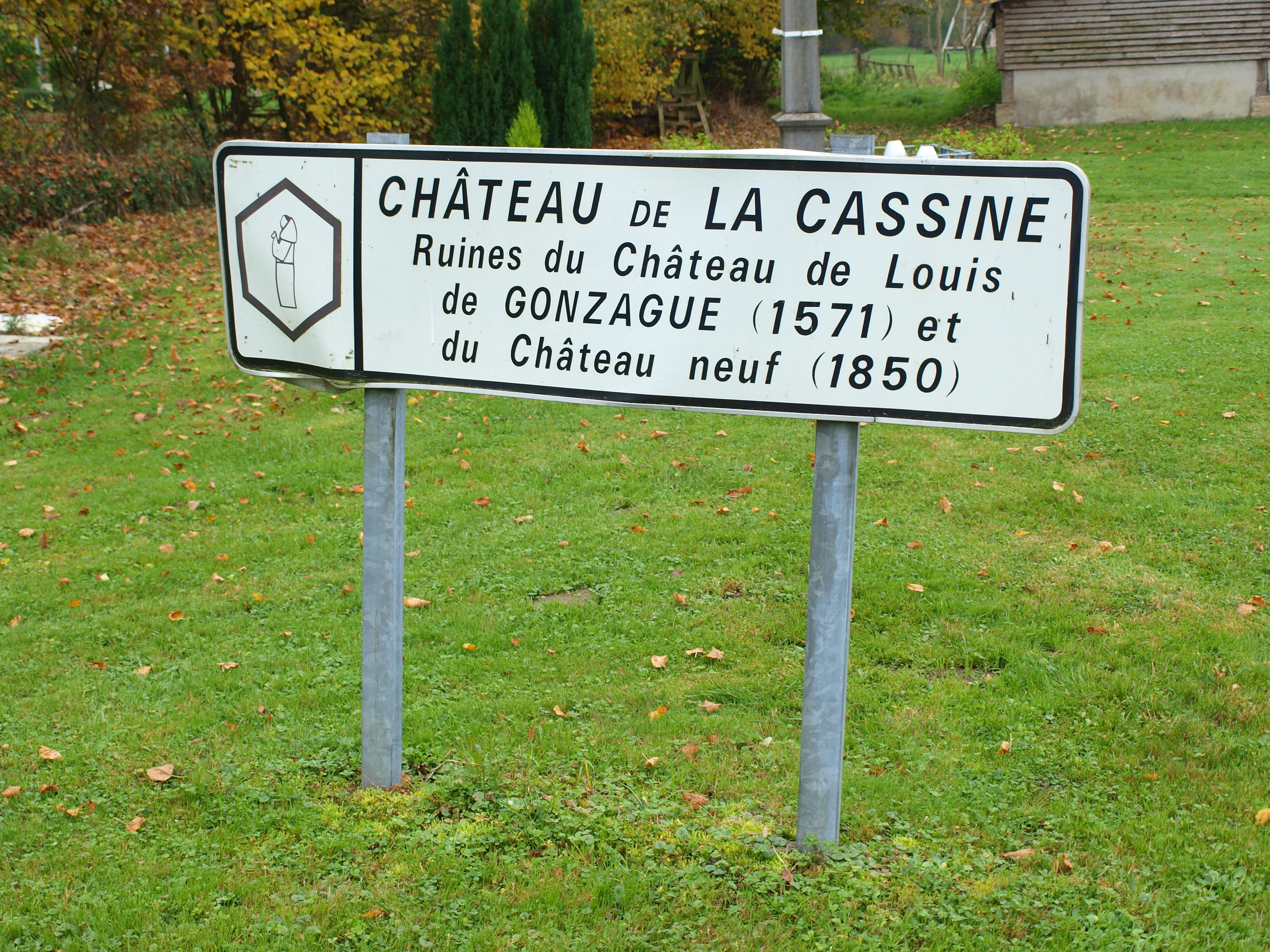
Panneau du château de la Cassine.

## Personnalités
- Paul de Lapparent (1869-1946), artiste peintre, descendant de Jean-Nicolas Gendarme, fréquenta le château.